# خورخي أفونسو
خورخي أفونسو (بالبرتغالية: Jorge Afonso‏) هو رسام برتغالي، ولد في 1470، وتوفي في 1540.